# Păltinata, Bacău
Păltinata este un sat în comuna Gura Văii din județul Bacău, Moldova, România. În forma actuală, satul s-a format în 1968, prin contopirea satelor Păltinița de Jos și Păltinata de Sus.